# شون جونز (كرة سلة)
شون جونز (بالإنجليزية: Shawn Jones)‏ مواليد 25 مارس 1992 في ميامي، هو لاعب كرة سلة محترف أمريكي بدأ مسيرته الاحترافية في سنة 2014 يلعب في الدوري الإسباني لكرة السلة ويحمل الرقم 12. يبلغ طوله 6 قدم 8 بوصة (2.0 م).

## روابط خارجية
- شون جونز على موقع الدوري الإسباني لكرة السلة (الإسبانية)
- شون جونز على موقع كرة السلة الأوروبية.كوم (الإنجليزية)
- شون جونز على موقع كلية كرة السلة في سبورتس رفرنس.كوم (الإنجليزية)
- شون جونز على موقع ريلجم (الإنجليزية)
- شون جونز على موقع بروبوليرز (الإنجليزية)
- شون جونز على موقع سبورتس رفرنس (الإنجليزية)
- شون جونز على موقع سبورتس رفرنس (الإنجليزية)